# Evangelische Kirche Unterschüpf

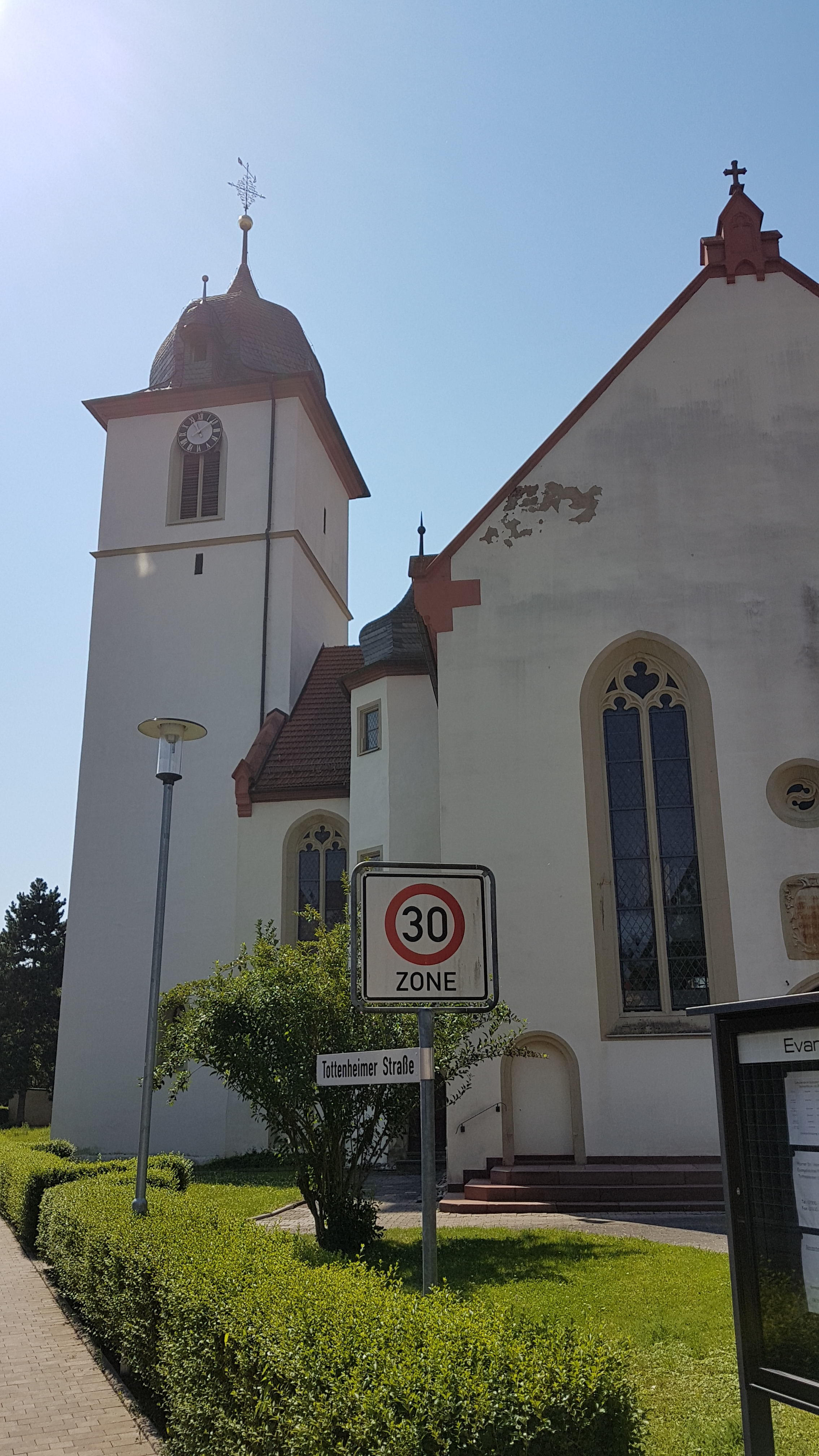
Evangelische Kirche Unterschüpf

Die Evangelische Kirche ist die Pfarrkirche von Unterschüpf, einem Stadtteil von Boxberg im Main-Tauber-Kreis in Baden-Württemberg. Sie wird auch als Kulturkirche genutzt. Das Bauwerk ist beim Landesamt für Denkmalpflege Baden-Württemberg als Baudenkmal eingetragen. Die Kirchengemeinde gehört zum Kirchenbezirk Adelsheim-Boxberg der Evangelischen Landeskirche in Baden.

## Beschreibung
Die Saalkirche ist ein Gebäudekomplex, das aus zwei senkrecht zueinander stehenden Gebäudetrakten besteht, einen von 1617 in Nord-Süd-Richtung, der andere aus dem 13. Jahrhundert in Ost-West-Richtung, von der im Osten der ursprüngliche Chorturm im Kern erhalten blieb. Er wurde allerdings aufgestockt, um die Turmuhr und den Glockenstuhl unterzubringen. Im Nord-Ost-Winkel der Gebäudetrakte befindet sich ein Treppenturm als Zugang zu den Emporen.
Im Innenraum des Nord-Süd-Traktes befindet sich die mit Beschlagwerk verzierte Kanzel. Im Innenraum des Ost-West-Traktes befinden sich Wandmalereien aus dem 15. Jahrhundert.
Die Orgel wurde 1742 von Johann Adam Ehrlich gebaut.